# صبير مرتفع
صبير مرتفع (الاسم العلمي:Opuntia elata) هو نوع من النباتات يتبع جنس الصبير من الفصيلة الصبارية.